# Omen (The Prodigy)
Omen è un singolo del gruppo musicale britannico The Prodigy, pubblicato il 16 febbraio 2009 come secondo estratto dal quinto album in studio Invaders Must Die.

## Tracce
CD singolo
1. Omen (Edit) – 3:14
2. Omen (Noisia Remix) – 6:18

12"
- Lato A

1. Omen (Noisia Remix) – 6:18

- Lato B

1. Invaders Must Die (Chase & Status Remix) – 5:09

Download digitale
1. Omen (Edit) – 3:14
2. Omen (Hervé's End of the World Remix) – 5:22
3. Omen (Noisia Remix) – 6:18
4. Omen (Extended Mix) – 3:41
5. Omen (Instrumental) – 3:36

## Formazione
Gruppo
- Liam Howlett – sintetizzatore, programmazione
- Maxim – voce
- Keef Flint – voce

Produzione
- Liam Howlett – produzione, missaggio
- James Rushent – produzione aggiuntiva
- Neil McLellan – missaggio
- John Davis – mastering

## Classifiche
| Classifica (2009) | Posizione massima |
| ----------------- | ----------------- |
| Austria           | 22                |
| Francia           | 61                |
| Germania          | 28                |
| Paesi Bassi       | 75                |
| Regno Unito       | 4                 |
| Svizzera          | 40                |